# Альберто Аскарі
Альберто Аскарі (італ. Alberto Ascari, 13 липня 1918, Мілан — 26 травня 1955, Монца) — італійський гонщик, дворазовий чемпіон світу в класі Формула-1. Є одним з двох італійських чемпіонів світу Формули-1.

## Молоді роки
Альберто Аскарі народився в Мілані. Його батько — Антоніо Аскарі, талановитий гонщик, зірка автоперегонів 1920-х років. Антоніо загинув під час лідирування на Гран-прі Франції у 1925 році. Але попри це, його син Альберто сильно цікавився гонками. Альберто Аскарі спочатку брав участь у гонках на мотоциклах.

## Кар'єра
Після завершення Другої Світової війни Альберто Аскарі почав брати участь у Гран-прі разом з командою «Мазераті». Його напарником по команді був Луїджі Вілорезі, який став наставником і другом Аскарі. Регламент Формули-1 був запроваджений ФІА у 1946 році, з метою врешті-решт замінити довоєнну структуру проведення гонок. Протягом наступних чотирьох років Аскарі виграв багато гонок в Європі. Він здобув свою першу перемогу у Гран-прі у Санремо, італії у 1948 році, і посів друге місце на Гран-прі Великої Британії того ж року. Аскарі виграв ще одну гонку за команду наступного року. Найбільший успіх до нього прийшов після того як він приєднався до Вілорезі у команді Феррарі. З цією командою він здобув ще три перемоги того ж року. Перший чемпіонат Формули 1 відбувся у 1950 році. Команда Феррарі дебютувала на чемпіонаті світу на Гран-прі Монако разом з Вілорезі, Аскарі та популярним французьким гонщиком Реймондом Соммером. Аскарі фінішував другим на Гран-прі Монако, та здобув друге місце (розділивши його з іншим італійським гонщиком) на Гран-прі Італії. Однак Альберто Аскарі зайняв лише п'яте місце в чемпіонаті. Він виграв свою першу гонку на трасі Нюрбургринг наступного року А також здобув перемогу на Гран-прі Італії і фінішував другим у чемпіонаті, позаду Хуана-Мануеля Фанхіо.
Після успішних гонок в Європі, Енцо Феррарі надав Аскарі автомобіль для участі у гонці Інді 500, у той час коли ця гонка була частиною Чемпіонату Світу Формули 1, у 1952 році. Він був єдиним європейським гонщиком, який брав участь у гонці Інді 500 за 11 років проведення гонки, як частини Чемпіонату. Але Альберто Аскарі зійшов з дистанції вже після 40-го кола гонки. Це був єдиний етап Чемпіонату Світу того року, в якому він брав участь і не виграв. У 1952 році Аскарі виграв всі шість європейських гонок на автомобілі Ferrari Tipo 500, а також встановив швидке коло у всіх гонках того року. Він заробив максимальну кількість очок у тому сезоні, оскільки тільки 4 найкращі результати з 8 гонок йшли у залік Чемпіонату Світу.
Він також виграв 3 гонки поспіль на початку сезону 1953 року, і встановив серію з 9 перемог поспіль загалом, поки вона не перервалася у Франції, де він фінішував 4-м, оскільки гонка у Франції була досить складною. Альберто Аскарі виграв ще дві гонки того року, і виграв другий титул чемпіона світу у класі Формула 1 поспіль. У 1954 році він спочатку в команду «Мазераті», а згодом — у команду «Лянча», але він не зміг фінішувати у жодній з перших чотирьох гонок сезону, але виграв гонку «Mille Miglia».
Загинув в аварії при тестуванні спорткара Ferrari 750, як і його батько у віці 36 років.